# Circo

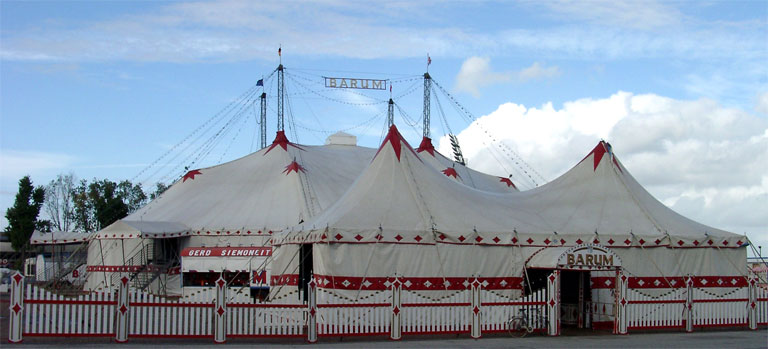
Circo Baru, Alemanha.

Um circo (do latim circus, "circunferência") é comumente uma companhia em coletivo que reúne artistas de diferentes especialidades, como malabarismo, palhaço, acrobacia, monociclo, contorcionismo, equilibrismo, ilusionismo, engolimento de espadas, globo da morte, entre outros.
A palavra também descreve o tipo de apresentação feita por esses artistas, normalmente uma série de atos coreografados à músicas. Um circo é organizado em uma arena - picadeiro circular, com assentos em seu entorno, enquanto circos itinerantes costumam se apresentar sob uma grande tenda ou lona.

## História

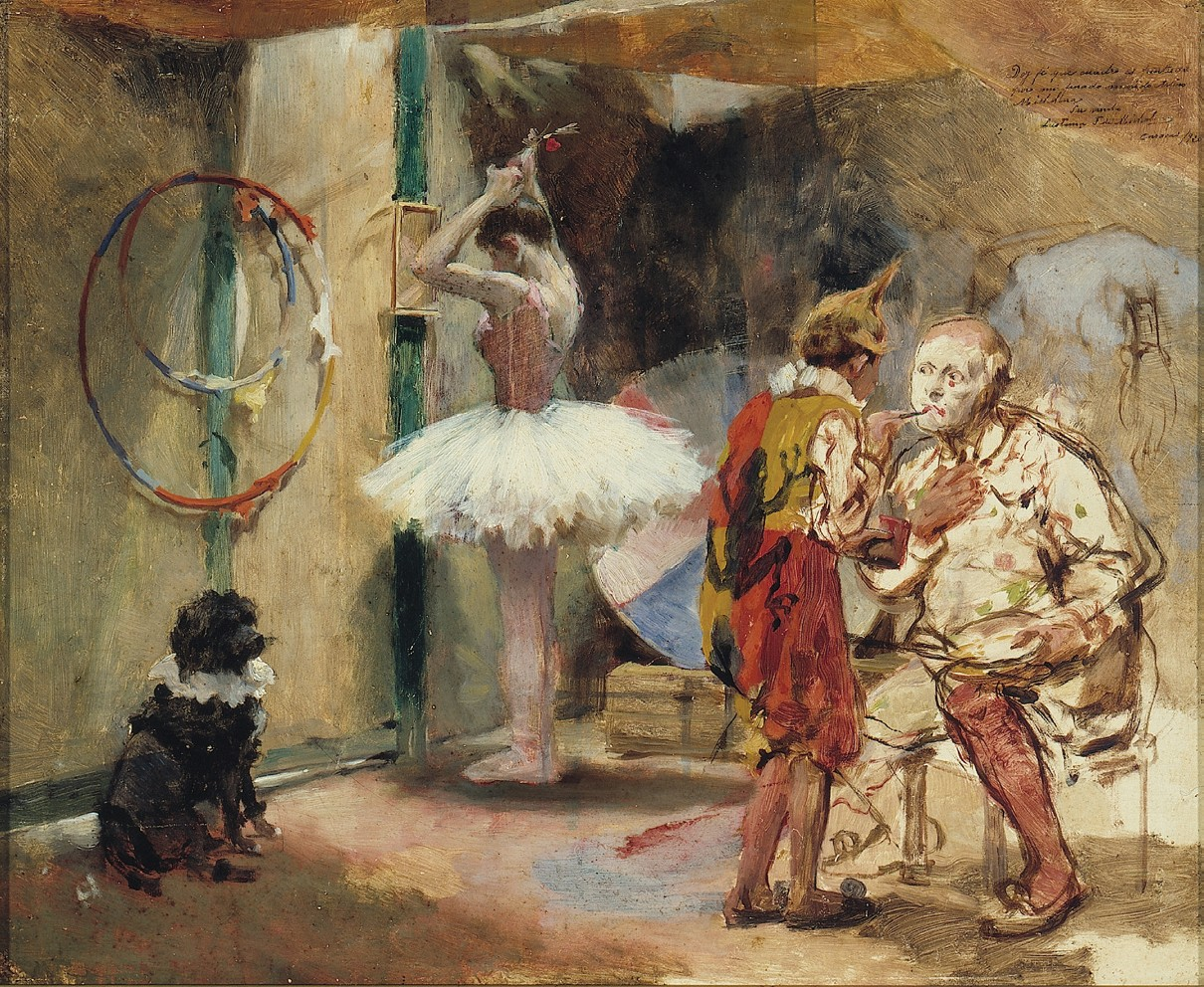
Cenas de circo por volta de 1891. Obra do pintor Arturo Michelena.

Dos chineses aos gregos, dos egípcios aos indianos, quase todas as civilizações antigas já praticavam algum tipo de arte circense há pelo menos mil anos, todavia, o circo como se conhece hoje só começou a tomar forma durante o Império Romano. O primeiro a se tornar famoso foi o Circus Maximus, que teria sido inaugurado no século VI a.C., com capacidade para 150 mil pessoas. A atração principal eram as corridas de carruagens, mas, com o tempo, foram acrescentadas as lutas de gladiadores, as apresentações de animais selvagens e de pessoas com habilidades incomuns, como engolidores de fogo. Destruído por um grande incêndio, esse anfiteatro foi substituído, em 40 a.C., pelo Coliseu, cujas ruínas até hoje compõem o cartão postal número um de Roma. A  Roma por sua vez, tem papel muito importante na história do circo.
Com o fim do império dos Césares e o início da era medieval, artistas populares passaram a improvisar suas apresentações em praças públicas, feiras e entradas de igrejas. "Nasciam assim as famílias de saltimbancos, que viajavam de cidade em cidade para apresentar seus números cômicos, de pirofagia, malabarismo, dança e teatro".
Tudo isso, porém, não passa de uma pré-história das artes circenses, porque foi só na Inglaterra, no século XVIII, que surgiu o circo moderno com seu picadeiro circular e a reunião das atrações que compõem o espetáculo ainda hoje. Cavaleiro de 1 001 habilidades, o ex-militar inglês Philip Astley inaugurou, em 1768 na cidade de Londres, o Royal Amphitheatre of Arts (Anfiteatro Real das Artes) para exibições equestres. Para quebrar a seriedade das apresentações, alternou números com palhaços e todo tipo de acrobata e malabarista.
O sucesso foi tamanho que, cinquenta anos depois, o circo inglês era imitado não só no resto do continente europeu, mas atravessara o Atlântico e se espalhara pelos quatro cantos da Terra.

## O circo no Brasil
A história do circo no Brasil começou no século XIX, com famílias e companhias vindas da Europa, onde se agruparam  em guetos e manifestavam sentimentos diversos através de interpretações teatrais onde não demonstravam apenas interesses individuais e sim despertavam consciência mútua.
No Brasil, já havia os ciganos que vieram da Europa, onde eram perseguidos. Sempre houve ligação dos ciganos com o circo. Entre suas especialidades incluíam-se a domadores de ursos, o ilusionismo e as exibições com cavalos. Eles viajavam de cidade em cidade, e adaptavam seus espetáculos ao gosto da população local. Números que não faziam sucesso na cidade eram tirados do programa.
O novo circo, como o Cirque Du Soleil, é um movimento recente que adiciona às técnicas de circo tradicionais a influência de outras linguagens artísticas como a dança e o teatro, levando em conta que a música sempre fez parte da tradição circense. No Brasil existem atualmente vários grupos pesquisando e utilizando esta nova linguagem.

## Uso de animais em circos
Há uma grande controvérsia sobre o uso de animais em circos, há duas correntes de pensamento, com prós e contras o uso de animais em shows.

Segundo a corrente de pessoas que são contra o uso de animais em circo, seu uso tem sido gradativamente abandonado, uma vez que tais animais por vezes sofriam  maus-tratos (tais como dentes precariamente serrados, jaulas minúsculas, estresse, etc.) e, além disso, eram frequentemente abandonados, já que a manutenção de grandes animais, como tigres e elefantes demanda muito dinheiro. Sob essa perspectiva afirma um estudo sobre os aspectos negativos da manutenção de animais em circo que:
"Os circos em todo o seu contexto, no que tange a presença dos animais, negligenciam a maioria das necessidades dos espécimes, por vezes privados de água e alimento, e quando o recebem é de forma inadequada ou diversa da que lhe é própria, ainda são alojados e transportados de forma precária e perigosa, gerando riscos aos que estão em proximidade, cuidados e auxílios médicos e especializados são negados, entre outros pontos que foram aqui apresentados, sendo que cada um dos animais possui carências que são peculiares a cada espécie, devendo as mesmas serem supridas para que o indivíduo tenha uma qualidade de vida aceitável."
Há ainda inúmeros casos em que acidentes, principalmente envolvendo animais selvagens, nos quais pessoas saem feridas ou até mesmo mortas, como o caso de uma garota chinesa, atacada por um tigre.
Por outro lado existem inúmeros circos brasileiros que possuem infraestrutura e recursos para manterem seus animais, com auxilio de biólogos e veterinários contratados para garantir o bem-estar dos animais. A maioria deles com documentação do Ibama.[carece de fontes?]
Atualmente no Brasil o uso de animais em circos é proibido em 12 unidades federativas e em algumas cidades, mas na maioria dos municípios brasileiros ainda é permitida sua exibição, tendo em vista que não há uma legislação federal que regule a matéria. Alguns empresários circenses, artistas, produtores culturais e estudiosos lutam para que seja aprovada uma legislação federal que regulamente o uso de animais em circos.[carece de fontes?]